# خلخال، نخجوان
خلخال یا گایلاتال (به لاتین: Xalxal) (به ارمنی: Գայլակալ) یک منطقهٔ مسکونی در جمهوری آذربایجان است که در شهرستان بابک واقع شده‌است. خلخال ۵۶۸ نفر جمعیت دارد.